# Dithmarscher Landesmuseum

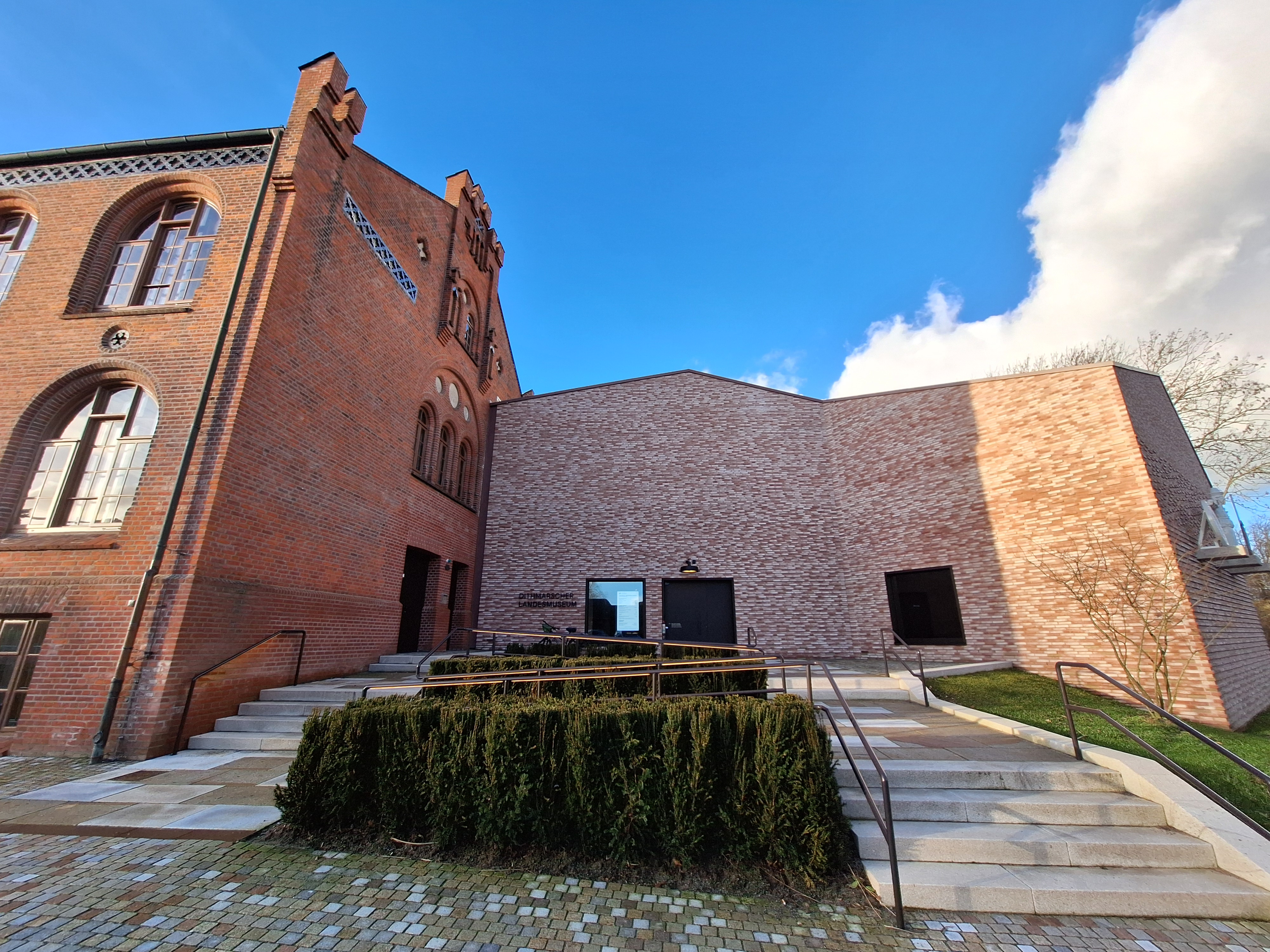
Haupteingang am Neubau des Dithmarscher Landesmuseums

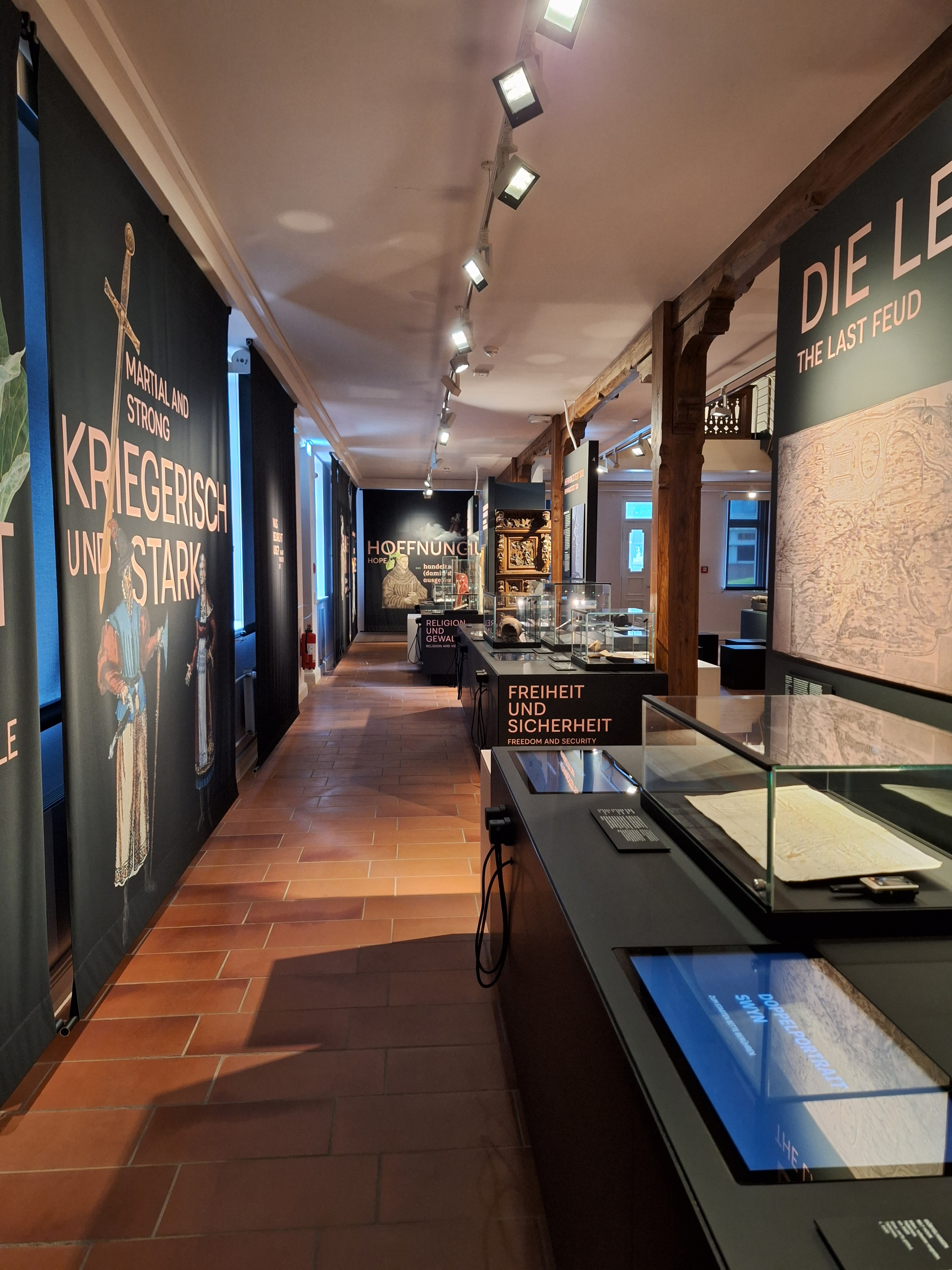
Blick in die neue Dauerausstellung des Dithmarscher Landesmuseums

Das Dithmarscher Landesmuseum in Meldorf ist ein regionalhistorisches Museum in Meldorf im schleswig-Holsteinischen Kreis Dithmarschen. Die Schwerpunkte der Ausstellung liegen auf der regionalen Geschichte Dithmarschens kurz vor der Gründung der sogenannten Bauernrepublik bis zur Neuzeit in den 1960er Jahren.

## Dauerausstellung
Die aktuelle Dauerausstellung des Dithmarscher Landesmuseums, eröffnet im September 2023, führt seine Besucher auf einen Rundgang durch 1200 Jahre Dithmarscher Geschichte. Dabei werden zahlreiche wichtige Etappen der Vergangenheit thematisiert, von der Schlacht bei Hemmingstedt (1500) über den Alltag an der Dithmarscher Heimatfront im Ersten Weltkrieg und die Zeit des Nationalsozialismus bis in das Alltagsleben der 1960er Jahre.
Im Laufe des Rundgangs wird der „Mythos Dithmarschen“ thematisiert und dekonstruiert: zum einen materiell in Form von vorhandenen Sammlungsobjekten, aber auch immateriell im Lebens- und Heimatgefühl der Dithmarscher und ihren erhalten gebliebenen Vorstellungen.
Dabei schöpft die Ausstellung aus einer umfangreichen, regional verankerten Sammlung mit bedeutsamen Objekten wie dem Dithmarscher Landrecht von 1447 und den Nachlässen berühmter Dithmarscher Persönlichkeiten. Darunter zum Beispiel die Instrumente des Kartographen und Entdeckers Carsten Niebuhr, die dieser während seiner Arabischen Reise (1761–1767) benutzte, oder der rekonstruierte Gerichtssaal des Norderdithmarscher Landvogts Marcus Swyn von 1568.
Weiterhin ausgestellt werden Ensembles mit freilichtmusealem Charakter, die einen Einblick in das alltägliche Leben des 19. und 20. Jahrhunderts geben. Unter diesen befinden sich beispielsweise das vollständig präsentierte Inventar einer Zahnarztpraxis und eines Operationssaales, sowie ein Gemischtwarenladen und eine Kneipe.
Die frühere Dauerausstellung (1997–2020) wurde mittels 3D-Scan dokumentiert und ist als virtueller Rundgang verfügbar.

## Geschichte
Das Museum wurde 1872 von einer Gruppe geschichtsinteressierter Dithmarscher mit einem kunstgewerblichen Schwerpunkt gegründet, damals noch als „Museum Dithmarsischer Alterthümer“. Es diente zunächst hauptsächlich dazu, ausrangierte Alltagsgegenstände aufzubewahren, die von der Industrialisierung verdrängt wurden.
Nach zwei Jahren wurde das Museum von den damaligen Kreisen Norder- und Süderdithmarschen in öffentliche Trägerschaft übernommen. Die Sammlung wurde anfangs in Räumen der Meldorfer Gelehrtenschule und im alten Pastorat aufbewahrt. 1896 erhielt das Museum ein eigenes Gebäude, der heute älteste noch erhaltene Museumszweckbau Schleswig-Holsteins. Die Architektur des Museumsbaus orientiert sich an den Grundrissen alter Bauernhäuser und dreischiffiger Kirchengebäude und betont damit die besondere Rolle, die sowohl dem Bauerntum als auch der Kirche in der Geschichte Dithmarschens zuteilwurde.
1897 wurde Johannes Goos, langjähriges Mitglied im Museumsvorstand und Konrektor in der Meldorfer Mädchenschule, zum ersten Museumsdirektor ernannt – damals noch in ehrenamtlicher Funktion. Während seiner Amtszeit wurde das Museum Anfang der 1920er Jahre umbenannt in „Dithmarscher Landesmuseum“.
Es folgte 1924 die Fertigstellung eines Anbaus, in welchem sich heute ein Teil der Ausstellung sowie Werkstatträume befinden.
Ab 1931 war der Kunsthistoriker Alfred Kamphausen Direktor des Museums. Unter ihm wurde die Museumsarbeit zunehmend professionalisiert. So verstärkte Kamphausen den Fokus auf Sonderausstellungen, aber auch auf die wissenschaftliche Arbeit. Als Kunsthistoriker weitete er die Sammlungstätigkeit des Museums entsprechend seiner Fachrichtung aus, sammelte nun auch Gemälde oder Porträts bedeutender Dithmarscher Persönlichkeiten.
Kamphausen stellte das Museum bereits früh in den Dienst der nationalsozialistischen Propaganda. Die damalige Ausstellung konzentrierte sich dem Programm der NSDAP folgend auf das Bauerntum und die Volkskunst.
Während des Zweiten Weltkrieges nahm das Museum keine Schäden. Der aus Angst vor Bombenverlusten ausgelagerte „Swynsche Pesel“ kam jedoch nie ins Museum zurück und gilt als verschollen.
Alfred Kamphausen verließ das Museum 1961 und gründete das Freilichtmuseum Molfsee. Sein Nachfolger, Nis R. Nissen, übernahm das Amt 1964. Unter ihm fanden größere baulichen und inhaltlichen Veränderungen statt. So wurde in dem 1859 errichteten Gebäude der Meldorfer Gelehrtenschule nach dem Auszug der Schule ab 1962 die Abteilung Neuzeit mit Sammlungen aus der Zeit von ca. 1870 bis 1960 eingerichtet. Insgesamt verschob sich der Sammlungsfokus zunehmend auf Gegenstände der Alltagskultur, darunter ganze Räume wie eine historische Schulklasse oder ein Friseursalon.
1990 wurde der Volkskundler Wolf Könenkamp Museumsleiter. In seiner Amtszeit schuf er die Voraussetzungen, auf denen in den folgenden Jahrzehnten aufgebaut wurde. So wurde der Gebäudekomplex zunächst saniert und modernisiert, bis 1997 die Neupräsentation der Objekte zur Dithmarscher Geschichte erfolgen konnte.
Eine weitere Veränderung war die Errichtung eines modernen, gläsernen Eingangsbereiches, welcher das alte Museumsgebäude und die ehemalige Gelehrtenschule verband. Dieses wurde im Zuge des Umbaus 2021–2023 wieder abgebaut. An seiner Stelle wurde zwischen der ehemaligen Gelehrtenschule und dem Anbau von 1924 ein neues Eingangsgebäude errichtet.
2009 wurde Wolf Könenkamp durch Jutta Müller abgelöst. Sie nahm erste Veränderungen an der seit 1997 bestehenden Dauerausstellung vor, indem sie zum Beispiel bestehende Installationen an geeigneter Stelle um moderne Ton- und Filmformate ergänzte. Zudem erweiterte sie das Programm durch zahlreiche Sonderausstellungen, sowie Freizeit- und Unterhaltungsveranstaltung. Bis zu ihrer Pensionierung 2023 leitete sie das Museum auch während des Umbaus und der Neukonzeption der Dauerausstellung ab 2021.

## Förderverein
2009 gründete sich der Freundeskreis Dithmarscher Landesmuseum e. V., seit 2024 Freundeskreis Dithmarscher Museen in Meldorf e. V. Er bietet einen festen Rahmen, um das Museum inhaltlich und finanziell zu unterstützen, beispielsweise bei Ankäufen, Publikationen sowie der Organisation von Veranstaltungen.

## Galerie

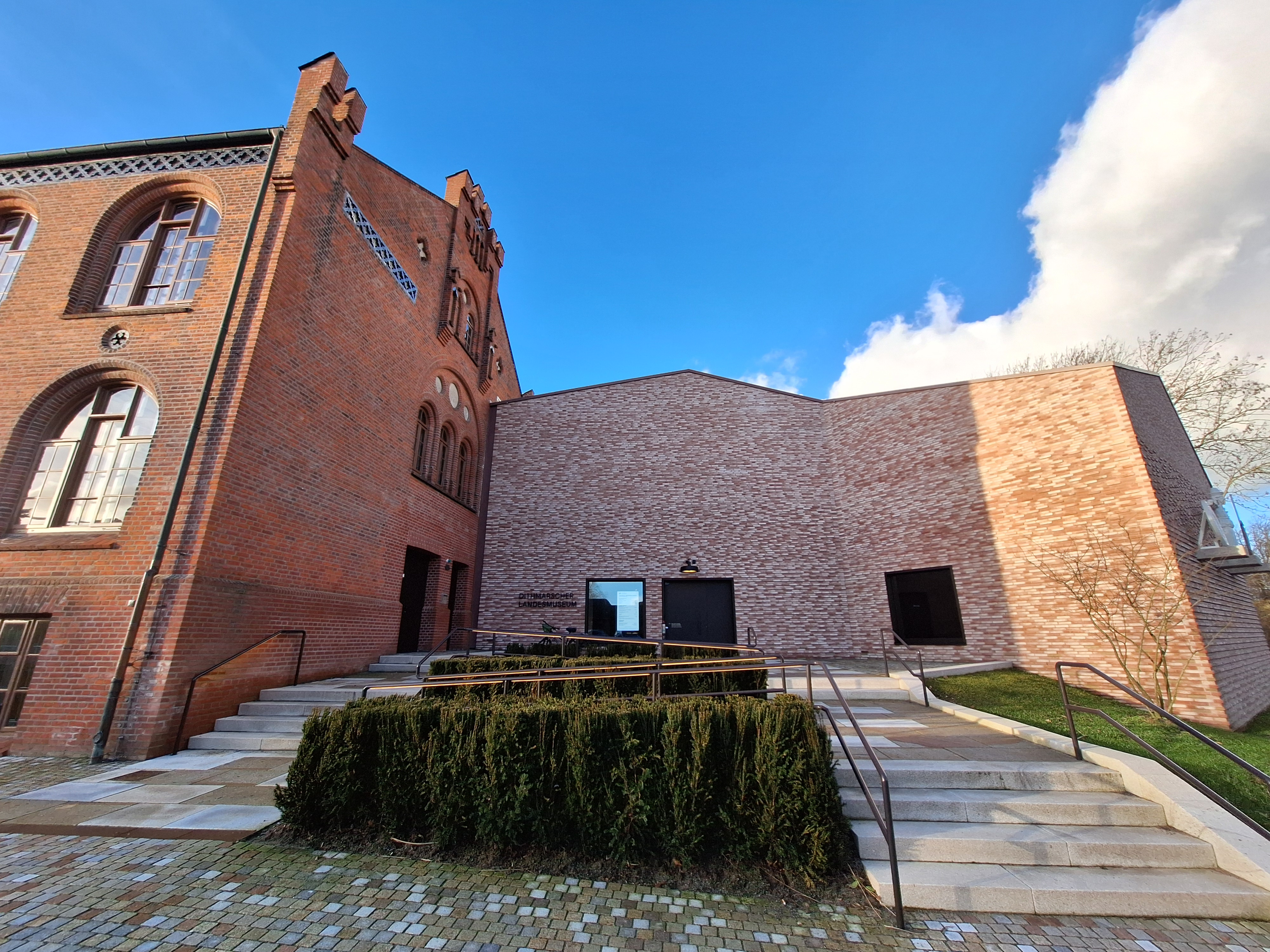
Haupteingang im Neubau des Dithmarscher Landesmuseums
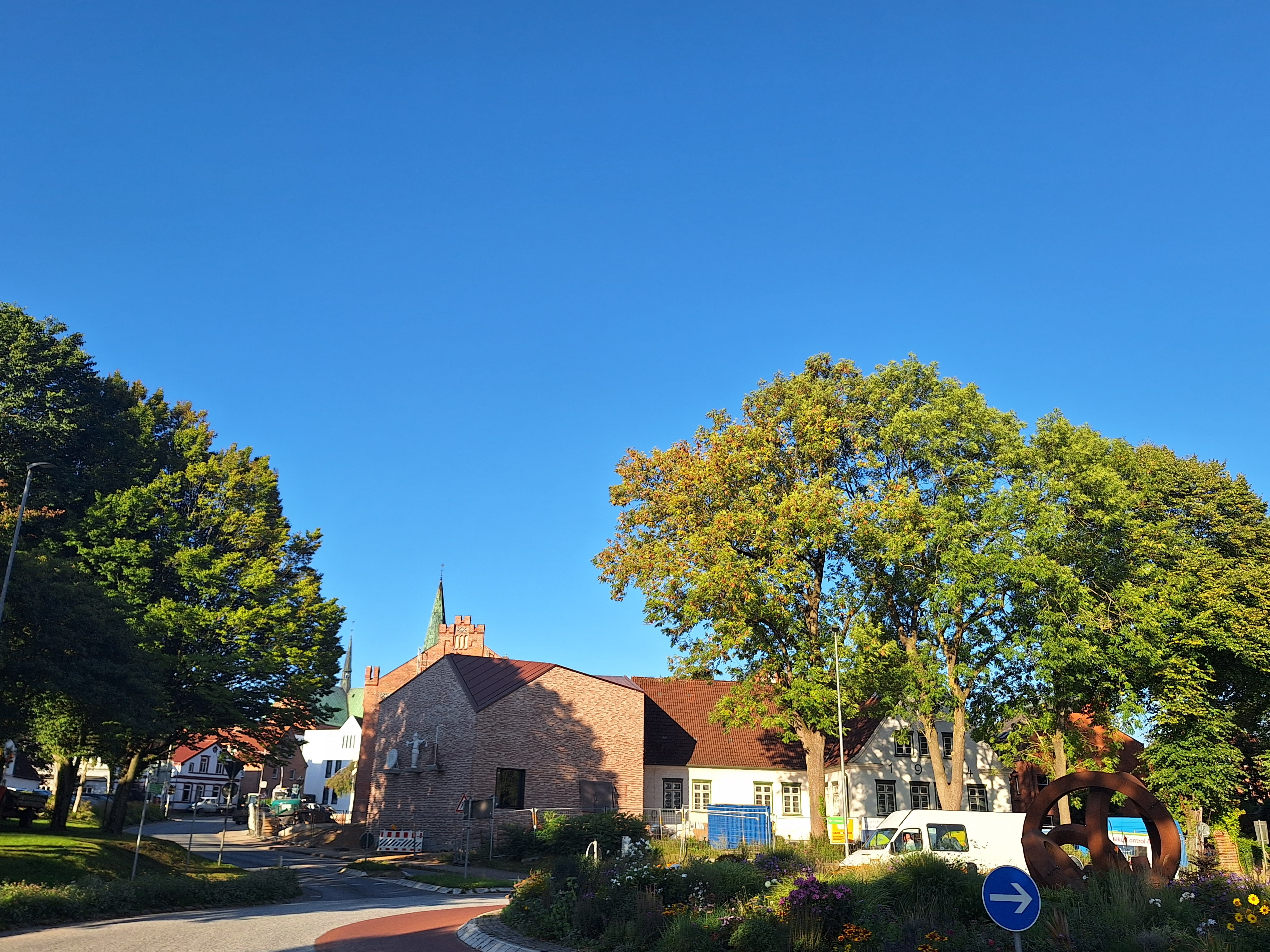
Ansicht des Neubaus und Anbau des Dithmarscher Landesmuseums vom Kreisel aus
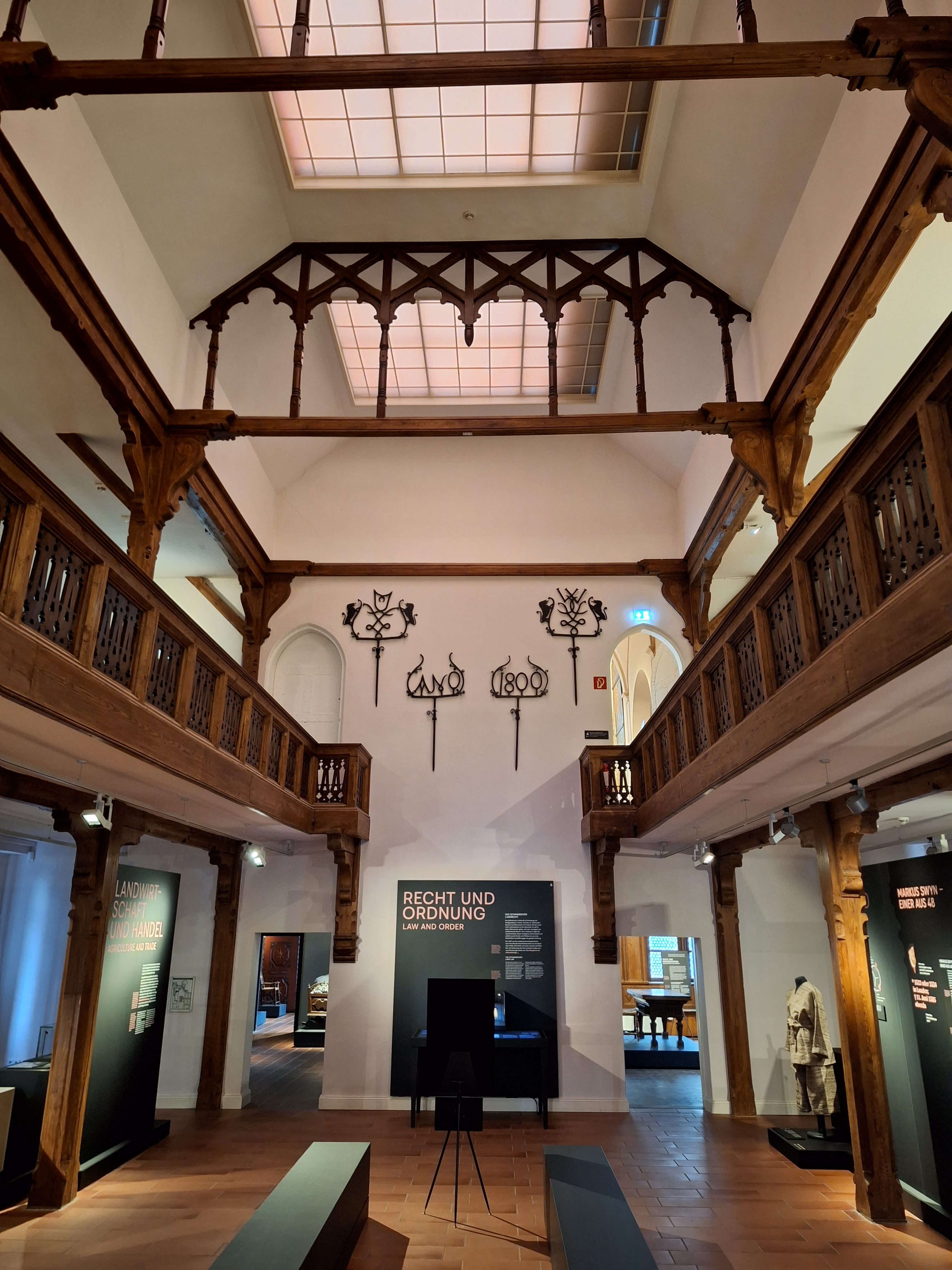
Blick in die Museumshalle des Dithmarscher Landesmuseums
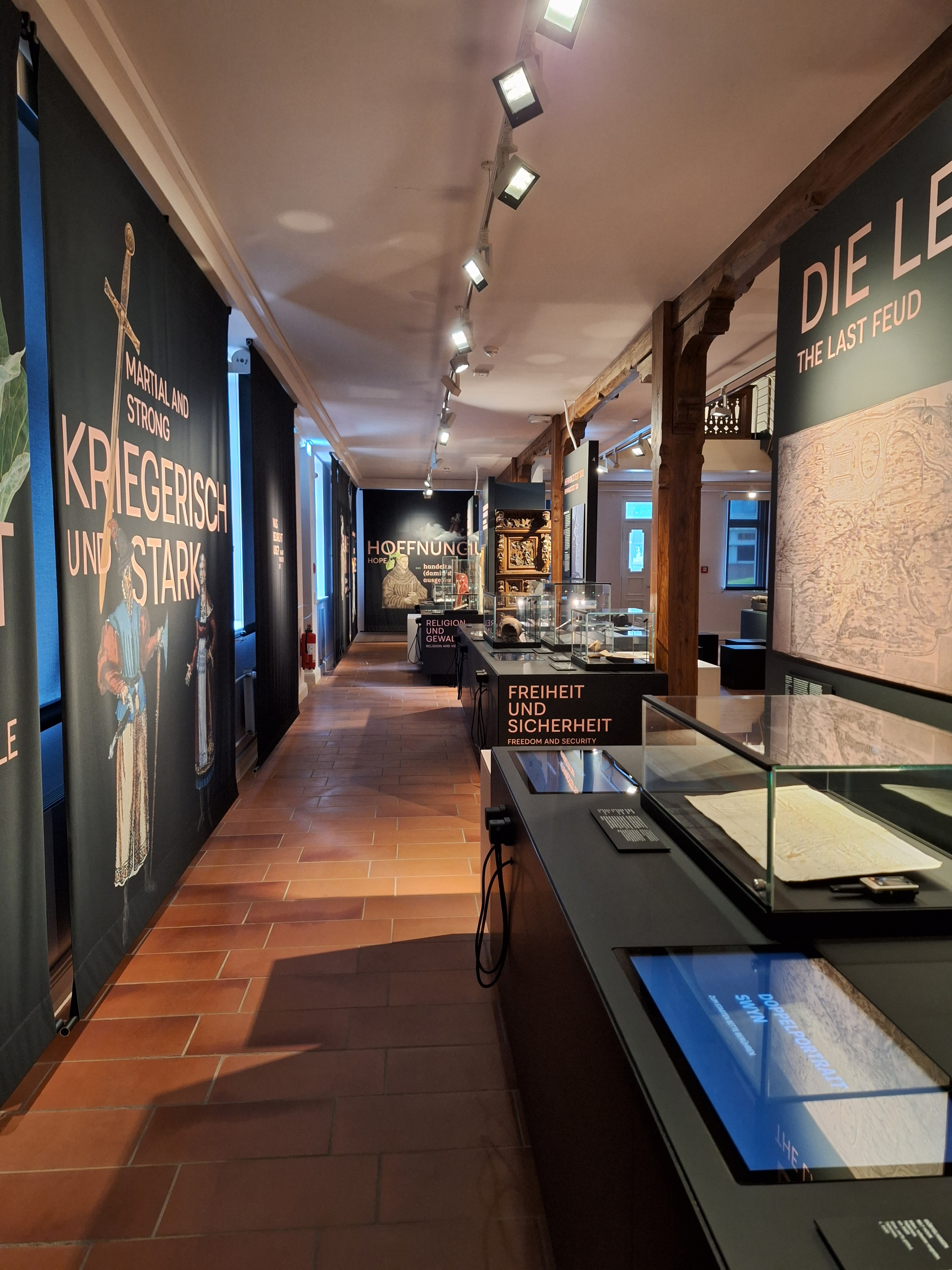
Die neue Dauerausstellung des Dithmarscher Landesmuseums
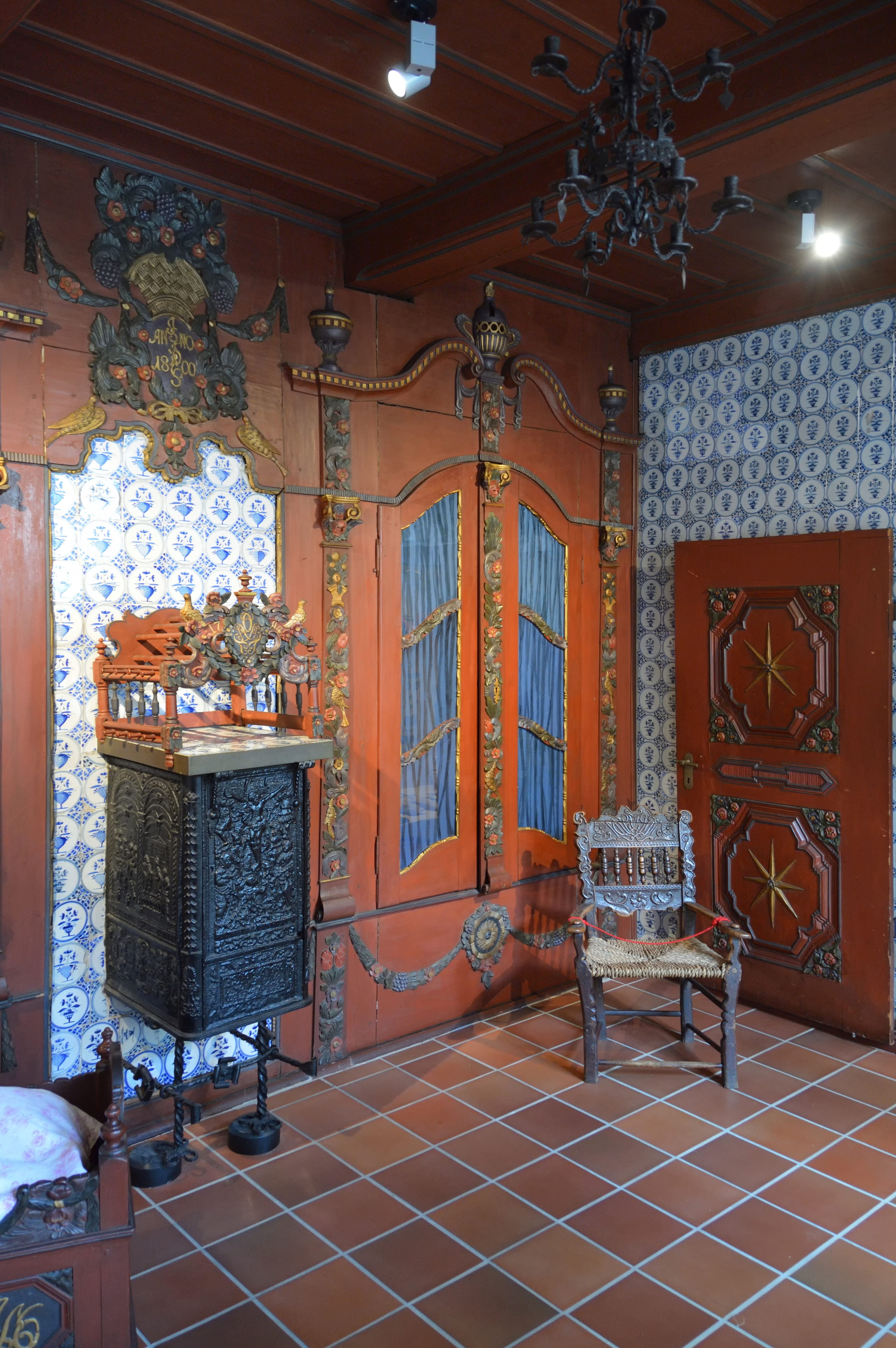
Fliesenstube aus Eddelak, um 1800
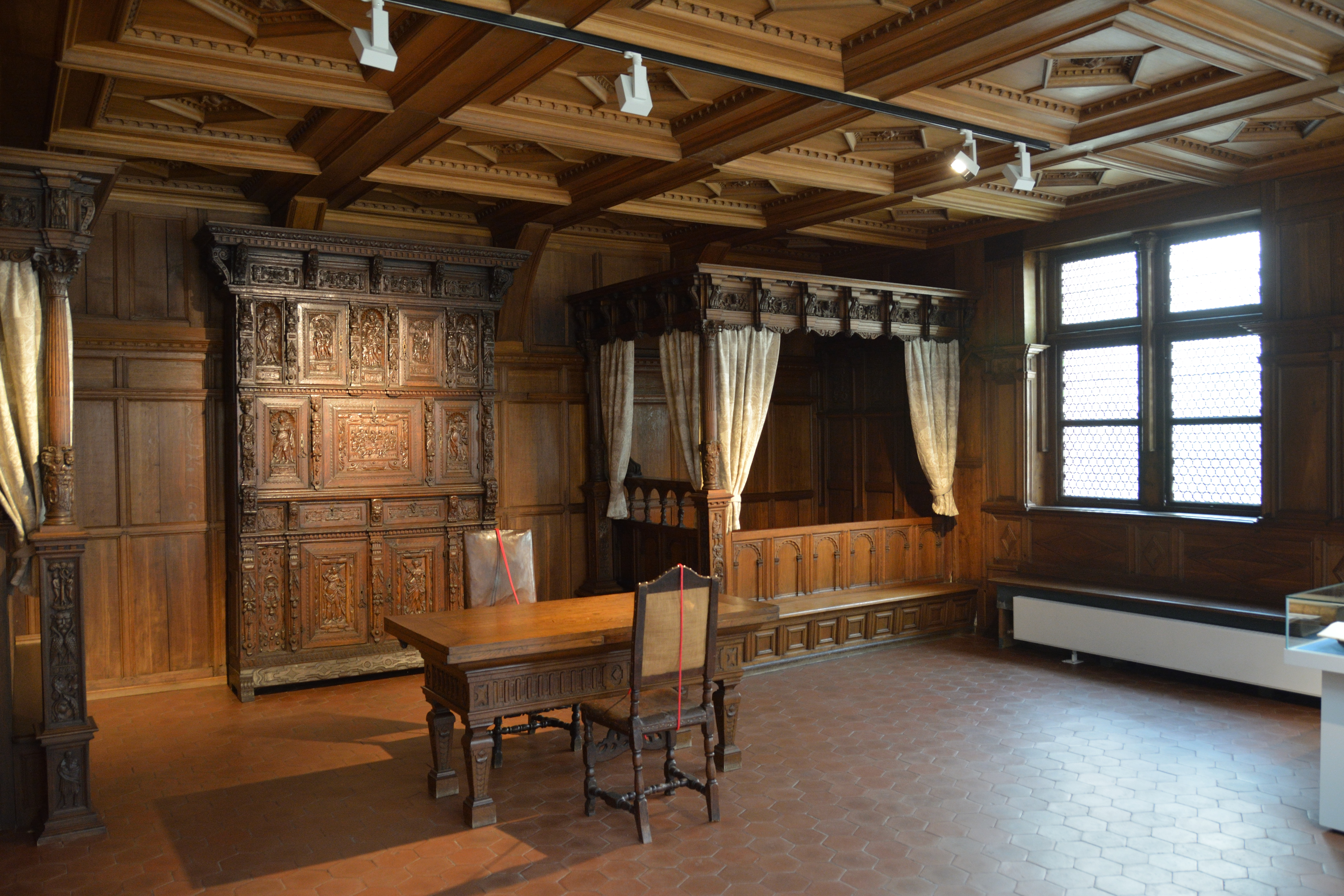
Gerichtssaal von Markus Swin